# Mikhaïl Gourevitch (joueur d'échecs)
Pour les articles homonymes, voir Mikhaïl Gourevitch et Gourevitch.
Pour les autres joueurs d'échecs nommés Gourevitch ou Gurevich, voir Ilia Gourevitch et Dmitry Gurevich.
Mikhaïl Naoumovitch Gourevitch (en russe : Михаил Наумович Гуревич ; né le 22 février 1959 à Kharkov, URSS) est un joueur d'échecs soviétique puis belge, qui fut affilié à la fédération turque de 2005 à 2015.
Champion d'Ukraine en 1984, puis champion d'URSS en 1985, Gourevitch reçut le titre de grand maître international en 1986.  De 1991 à 2005, il vécut en Belgique à Bruxelles et après son transfert il devint affilié à la fédération belge, mais, de 2005 à 2015, il dépendit de la fédération de Turquie qu'il représenta dans les compétitions et tournois. Depuis octobre 2015, il a changé de fédération et est inscrit à nouveau auprès de la fédération belge.

## Biographie et carrière

### Champion d'Ukraine et d'URSS
Gourevitch a gagné le championnat d'Ukraine en 1984 et devint champion d'URSS en 1985 de façon quelque peu controversée, puisqu'il s'impose au système départage devant Aleksandr Tchernine et Viktor Gavrikov après qu'un match de départage entre les trois premiers n'aboutit qu'à des nulles,. Ce championnat était un tournoi zonal ; Gourevitch ne fut cependant pas autorisé à quitter le pays pour participer au tournoi interzonal de Tunis, où il fut remplacé par Gavrikov et Tchernine.
Gourevitch a obtenu le titre de maître international en 1985 et devient grand maître international en 1986. En 1987, au tournoi de Moscou, il finit premier devant Oleg Romanichine et Sergueï Dolmatov. Il est deuxième au tournoi de Leningrad derrière Rafael Vaganian et devant Andreï Sokolov.

### Cinquième joueur mondial (1990 et 1991)
Au sommet de sa carrière, entre 1989 et 1991, Gourevitch était présent dans le top 10 mondial, il prit la première place à Reggio d'Émilie en 1988-1989, devant Vassili Ivantchouk, Jaan Ehlvest, Viswanathan Anand et Ievgueni Bareïev. Son classement mondial le plus élevé est 5e ex æquo aux classements de janvier 1990 et 1991 de la Fédération internationale des échecs, avec 2 645 et 2 650,.

### Champion de Belgique
Ses résultats depuis la fin des années 1990 sont moins bons, mais il accomplit un retour remarqué avec un classement de 2 694 au classement de janvier 2001 ce qui lui permit d'occuper la 14e place mondiale. En 2001, il remporte le championnat de Belgique d'échecs avec un score parfait 9/9. Il remporte à trois reprises l'open de Hoogeveen : en 1999 (ex æquo avec quatre autres joueurs), 2001 (seul vainqueur) et 2004 (ex æquo avec Zhang Pengxiang).

### Championnats du monde FIDE et coupes du monde (2000-2007)
Gourevitch a participé à trois championnats du monde FIDE (en 2000, 2001 et 2004) et à deux coupes du monde (en 2005 et 2007).
| Année | Lieu                             | Résultat                | Ultimes adversaires                                                   | Adversaires battus                                            |
| ----- | -------------------------------- | ----------------------- | --------------------------------------------------------------------- | ------------------------------------------------------------- |
| 2000  | New Delhi                        | troisième tour          | Alexeï Chirov                                                         | Artashes Minassian                                            |
| 2001  | Moscou                           | troisième tour          | Aleksandr Morozevitch                                                 | Dorian Rogozenko, Rafael Vaganian                             |
| 2004  | Tripoli                          | deuxième tour           | Zdenko Kožul                                                          | Darryl Johansen                                               |
| 2005  | Khanty-Mansiïsk (coupe du monde) | quart de finalehuitième | Levon AronianBoris Guelfand Sergueï Roublevski (matchs de classement) | Robert Markuš, Pavel Eljanov Alexeï Chirov, Vladimir Malakhov |
| 2007  | Khanty-Mansiïsk (coupe du monde) | deuxième tour           | Michael Adams                                                         | Gregory Kaidanov                                              |

### Tournoi des candidats (2007)
Gourevitch se classe huitième à la coupe du monde d'échecs 2005, en battant Robert Markuš, Pavel Eljanov, Alexeï Chirov et Vladimir Malakhov avant d'être éliminé par le futur vainqueur, Levon Aronian. Ce résultat le qualifie pour le tournoi des candidats pour le championnat du monde FIDE 2007. Il est cependant éliminé dès le premier tour par Péter Lékó 3,5-0,5.

### Champion de Turquie
De 2005 à 2015, Gourevitch représente la Turquie et a remporté le championnat de Turquie en 2006.
En 2010 Gurevich participe à la quatrième Coupe du monde d’échecs de parties rapides de l’ACP du 27 au 29 mai à Odessa en Ukraine, tournoi rapide à élimination directe en matche aller-retour à la cadence de 20 minutes avec un incrément de 5 secondes par coup, départages en blitz si nécessaire. Ce tournoi réunit treize grands maîtres qui ont eu le plus de points dans l’ACP Tour 2009-2010 et trois places donnés par les organisateurs. Gourevitch y réalise un très beau parcours en éliminant au premier tour, en huitième de finale, Vassili Ivantchouk sur le score de 1,5 – 0,5, en quart de finale Vugar Gashimov 1,5 – 0,5 avant de s’incliner face à Dmitri Iakovenko 0,5 – 1,5. C’est finalement Sergueï Kariakine qui remporte le tournoi face à Jakovenko.

### Compétitions par équipes
Dans les compétitions par équipes, Gourevitch a représenté l'URSS en 1989 à Haïfa au championnat d'Europe par équipe, remportant la médaille d'or par équipe et une médaille de bronze individuelle. En 1992, il représente la Belgique à Manille et obtient 75 % au 1er échiquier. En 2006, il défend les couleurs de son nouveau pays d'adoption, la Turquie, à l'Olympiade de Turin, avec un score de 58 %.

## Publication
Mikhaïl Gourevitch passe pour un expert de la défense française, de la variante Reshevsky de la défense nimzo-indienne, et de la variante Petrossian de la défense ouest-indienne. En 1991, il écrit une monographie sur cette dernière, intitulée Queen's Indian Defense : Kasparov System chez Batsford.